# طلای زنان آمازون
طلای زنان آمازون (به انگلیسی: Gold of the Amazon Women) یک فیلم تلویزیونی آمریکایی محصول سال ۱۹۷۹ به کارگردانی مارک ال. لستر است.

## داستان
یک ماجراجو در جستجوی گنج است.

## بازیگران
- بو اسونسون در نقش تام جنسن
- آنیتا اکبرگ در نقش ملکه
- دونالد پلزنس در نقش کلارنس بلاسکو
- ریچارد رومانوس در نقش لوئیس رودریگز
- باب صغیر در نقش نوبورو
- مگی ژان اسمیت
- باند گیدون در نقش طائمی
- سوزان میلر در نقش اوریانا
- یاسمین در نقش لی-لیو[۲]